# Józef Pawłowski (biskup)
Józef Pawłowski (ur. 20 lipca 1698 w Lwówku, zm. w 1759) – polski duchowny rzymskokatolicki, biskup pomocniczy poznański.

## Życiorys
23 kwietnia 1722 otrzymał święcenia diakonatu, a 14 czerwca 1722 prezbiteriatu.
15 lipca 1748 papież Benedykt XIV prekonizował go biskupem pomocniczym poznańskim oraz biskupem in partibus infidelium niocheńskim. 22 września 1748 przyjął sakrę biskupią z rąk biskupa poznańskiego Teodora Kazimierza Czartoryskiego. Współkonsekratorami byli biskup pomocniczy poznański Józef Tadeusz Kierski oraz biskup pomocniczy kujawski Franciszek Kanigowski.
Pochowany w kolegiacie św. Marii Magdaleny w Poznaniu.